# Stefan Ludwik Grotowski
Stefan Ludwik Grotowski h. Rawicz (ur. 25 sierpnia 1867 w Jaćmierzu, zm. 22 listopada 1925) – polski urzędnik konsularny.
Syn Leona Grotowskiego h. Rawicz (1834–1922), ziemianina, polityka, właściciela dóbr Jaćmierz i Posada Jaćmierska, oraz Marii hr. Starzeńskiej h. Lis (ur. 1845).
Ukończył studia uzyskując tytuł naukowy doktora.
Po odzyskaniu przez Polskę niepodległości w pierwszych latach II Rzeczypospolitej pełnił funkcję Konsula Generalnego RP w Nowym Jorku (1920–1925).
Pochowany na cmentarzu w Jaćmierzu.

## Ordery i odznaczenia
- Krzyż Oficerski Orderu Odrodzenia Polski (2 maja 1923)[1][2]